# 川村芳次
川村 芳次（かわむら よしじ、1891年〈明治24年〉3月8日 - 1988年〈昭和63年〉12月27日）は、日本の政治家。鳥取県八頭郡大御門村（現・八頭町）出身。千葉県銚子市長（1933年-1945年）、北海道岩見沢市長（1945年-1946年、1954年-1970年）。岩見沢名誉市民。

## 経歴
明治大学法学部卒。内務省から千葉県地方課長に出向し、その後1933年、銚子市の市制施行から終戦直前まで3期12年、官制初代銚子市長を務める。
1945年5月13日任期満了で退任後、同年5月30日公選第2代岩見沢市長となり、翌年11月17日公職追放により退任。
追放解除後の1954年10月29日、山本市英前市長の辞任による選挙で再び岩見沢市長（公選第5代）に就任、1970年10月まで4期16年務め、任期満了で退任。市長在職中は、全国市長会副会長や空知地方総合開発期成会会長などを歴任。1971年に岩見沢市の名誉市民に選ばれる。1988年、97歳で没。

## 主な業績
岩見沢市長時代には、1956年に財政再建団体に指定され、累積赤字解消に向け財政再建特別措置要綱を立案、8ヵ年の自主再建計画を主導。
1958年の選挙戦は岩見沢市史上初の無投票当選となった。
水資源開発のため桂沢ダムの建設を政府と交渉し、1956年に完成。桂沢水道企業団初代企業長を務める。
この他、市民会館、市庁舎、市消防庁舎、岩見沢競馬場、万字ダム、浄安殿（火葬場）、緑が丘霊園、南光園下水処理場、東山公園などを建設。ホクレン種鶏場、積水化学工場、鉱山保安センターなどの企業誘致、駒澤大学や青年の家（現在は廃止）の教育誘致、北海道教育大学岩見沢校の存続運動などを展開し多くの業績を残した。
また1956年10月には、旧来の通称と行政区域名が混在していたり同一地名が各地に点在していた字名地番を改正すべく庁内に地番改正起草委員会を設置、さらに1959年11月には市議・学識経験者に字名改正審議委員会を発足させ、1962年5月1日にようやく改正を実現した。これにより、現在の町名の大部分が完成した。このとき制定されたが現在は変更された町名として、利根別町丁目、稲穂町、美園町(現在は条丁目）などがある。

## 受章歴
- 岩見沢市自治功労者表彰（1970年）
- 勲四等瑞宝章（1970年）

## 著書
- 『改正市制町村制義解』（帝國地方行政學會、1926年）
- 『農産物の販賣統制』（帝國地方行政學會、1932年）
- 『銚子市上水道誌』（銚子市役所、1942年）
- 『地方自治創造の悦び』（自費出版、1978年）

などがある。